# Leichtathletik-Weltmeisterschaften 1999/Hammerwurf der Frauen

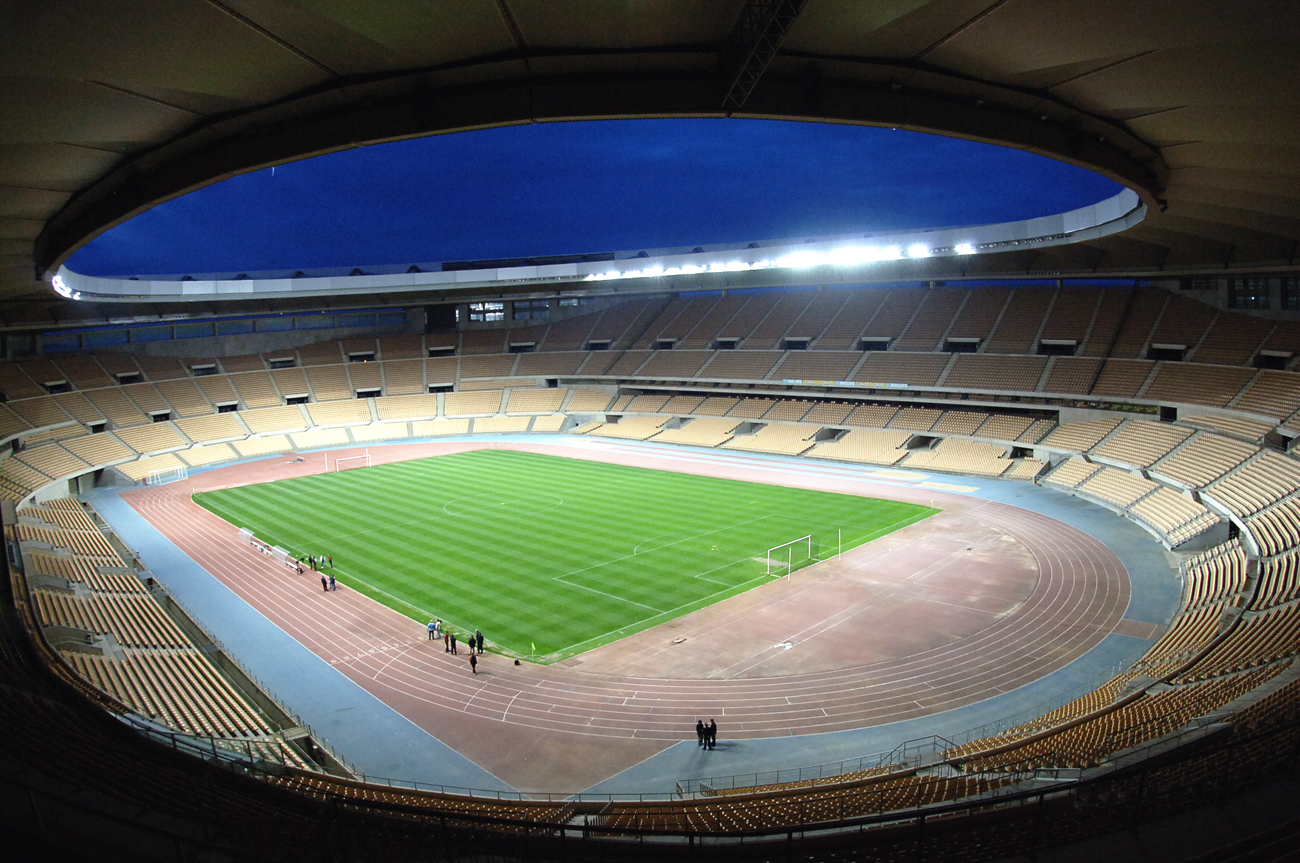
Das Olympiastadion von Sevilla im Jahr 2011

Der Hammerwurf der Frauen bei den Leichtathletik-Weltmeisterschaften 1999 wurde am 24. August 1999 im Olympiastadion der spanischen Stadt Sevilla ausgetragen.
Dieser Wettbewerb stand für Frauen bei einer Weltmeisterschaft zum ersten Mal auf dem Programm.
Weltmeisterin wurde die amtierende Europameisterin und Weltrekordinhaberin Mihaela Melinte aus Rumänien. Silber gewann die russische Vizeeuropameisterin von 1998 Olga Kusenkowa. Bronze ging an Lisa Misipeka aus Amerikanisch-Samoa.

## Bestehende Rekorde
| Weltrekord               | 75,97 m                                            | Mihaela Melinte                                    | Clermont-Ferrand, Frankreich                       | 13. Mai 1999                                       |
| Weltmeisterschaftsrekord | Noch keine WM-Rekorde, Wettbewerb neu im Programm. | Noch keine WM-Rekorde, Wettbewerb neu im Programm. | Noch keine WM-Rekorde, Wettbewerb neu im Programm. | Noch keine WM-Rekorde, Wettbewerb neu im Programm. |

Die rumänische Weltmeisterin Mihaela Melinte stellte im Wettbewerb am 21. August mit 75,20 m den ersten WM-Rekord auf. Damit verfehlte sie den bestehenden Weltrekord nur um 77 Zentimeter.

## Durchführung
Bei dieser ersten Austragung mit 21 Teilnehmerinnen wurde auf eine Qualifikation verzichtet. Alle Hammerwerferinnen traten gemeinsam zum Finale an.

## Finale
24. August 1999, 18:00 Uhr
Hinweis: Das Zeichen x zeigt einen ungültigen Versuch an.
| Platz | Name                  | Nation             | Resultat (m) | 1. V. (m) | 2. V. (m) | 3. V. (m) | 4. V. (m)                                   | 5. V. (m)                                   | 6. V. (m)                                   |
| 1     | Mihaela Melinte       | Rumänien           | 75,20 WL     | 71,57     | 73,23     | 74,21     | 70,58                                       | x                                           | 75,20                                       |
| 2     | Olga Kusenkowa        | Russland           | 72,56        | x         | 68,18     | 71,79     | 69,23                                       | x                                           | 72,56                                       |
| 3     | Lisa Misipeka         | Amerikanisch-Samoa | 66,06        | 65,02     | 65,02     | x         | 64,44                                       | 66,06                                       | 65,85                                       |
| 4     | Katalin Divós         | Ungarn             | 65,86        | 64,63     | x         | 65,86     | x                                           | x                                           | x                                           |
| 5     | Deborah Sosimenko     | Australien         | 65,52        | 65,52     | x         | 61,56     | 62,92                                       | 63,79                                       | 63,85                                       |
| 6     | Ljudmila Hubkina      | Belarus            | 65,44        | 64,12     | x         | 62,99     | 65,33                                       | 65,44                                       | 65,44                                       |
| 7     | Simone Mathes         | Deutschland        | 64,93        | 64,93     | x         | 63,08     | 64,66                                       | 63,08                                       | 62,36                                       |
| 8     | Kirsten Münchow       | Deutschland        | 64,03        | x         | x         | 64,03     | 59,51                                       | 63,58                                       | 63,05                                       |
| 9     | Svetlana Sudak        | Belarus            | 63,99        | 62,81     | 62,88     | 63,99     | nicht im Finale der besten acht Werferinnen | nicht im Finale der besten acht Werferinnen | nicht im Finale der besten acht Werferinnen |
| 10    | Dawn Ellerbe          | USA                | 63,55        | x         | 59,73     | 63,55     | nicht im Finale der besten acht Werferinnen | nicht im Finale der besten acht Werferinnen | nicht im Finale der besten acht Werferinnen |
| 11    | Tatyana Konstantinova | Russland           | 62,52        | 59,39     | 62,52     | 62,16     | nicht im Finale der besten acht Werferinnen | nicht im Finale der besten acht Werferinnen | nicht im Finale der besten acht Werferinnen |
| 12    | Manuela Montebrun     | Frankreich         | 62,44        | 62,44     | x         | x         | nicht im Finale der besten acht Werferinnen | nicht im Finale der besten acht Werferinnen | nicht im Finale der besten acht Werferinnen |
| 13    | Cécile Lignot         | Frankreich         | 62,14        | x         | x         | 62,14     | nicht im Finale der besten acht Werferinnen | nicht im Finale der besten acht Werferinnen | nicht im Finale der besten acht Werferinnen |
| 14    | Lorraine Shaw         | Großbritannien     | 62,09        | 62,09     | 61,54     | x         | nicht im Finale der besten acht Werferinnen | nicht im Finale der besten acht Werferinnen | nicht im Finale der besten acht Werferinnen |
| 15    | Manuela Priemer       | Deutschland        | 61,99        | 61,99     | 60,44     | 59,16     | nicht im Finale der besten acht Werferinnen | nicht im Finale der besten acht Werferinnen | nicht im Finale der besten acht Werferinnen |
| 16    | Florence Ezeh         | Frankreich         | 60,74        | 57,58     | 58,82     | 60,74     | nicht im Finale der besten acht Werferinnen | nicht im Finale der besten acht Werferinnen | nicht im Finale der besten acht Werferinnen |
| 17    | Amy Palmer            | USA                | 59,80        | 59,24     | 58,76     | 59,80     | nicht im Finale der besten acht Werferinnen | nicht im Finale der besten acht Werferinnen | nicht im Finale der besten acht Werferinnen |
| 18    | Yipsi Moreno          | Kuba               | 58,68        | x         | x         | 58,68     | nicht im Finale der besten acht Werferinnen | nicht im Finale der besten acht Werferinnen | nicht im Finale der besten acht Werferinnen |
| 19    | Dolores Pedrares      | Spanien            | 57,66        | x         | 57,66     | 54,84     | nicht im Finale der besten acht Werferinnen | nicht im Finale der besten acht Werferinnen | nicht im Finale der besten acht Werferinnen |
| 20    | Anelija Kumanowa      | Bulgarien          | 53,20        | x         | 53,20     | x         | nicht im Finale der besten acht Werferinnen | nicht im Finale der besten acht Werferinnen | nicht im Finale der besten acht Werferinnen |
| 21    | Kamila Skolimowska    | Polen              | 50,38        | 50,38     | x         | x         | nicht im Finale der besten acht Werferinnen | nicht im Finale der besten acht Werferinnen | nicht im Finale der besten acht Werferinnen |

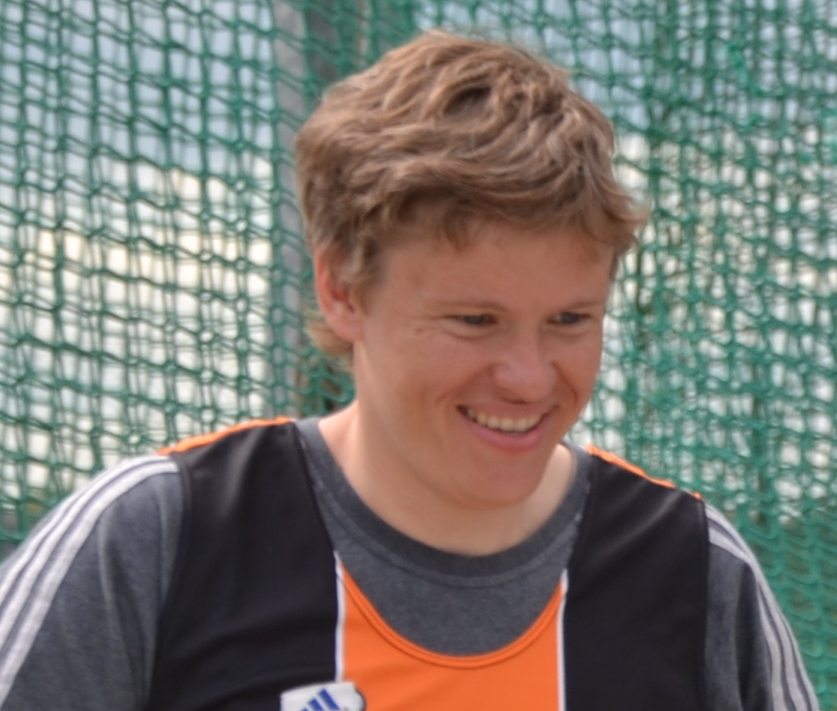
Manuela Montebrun erreichte Platz zwölf und errang in den Folgejahren mehrere Medaillen bei den internationalen Großereignissen
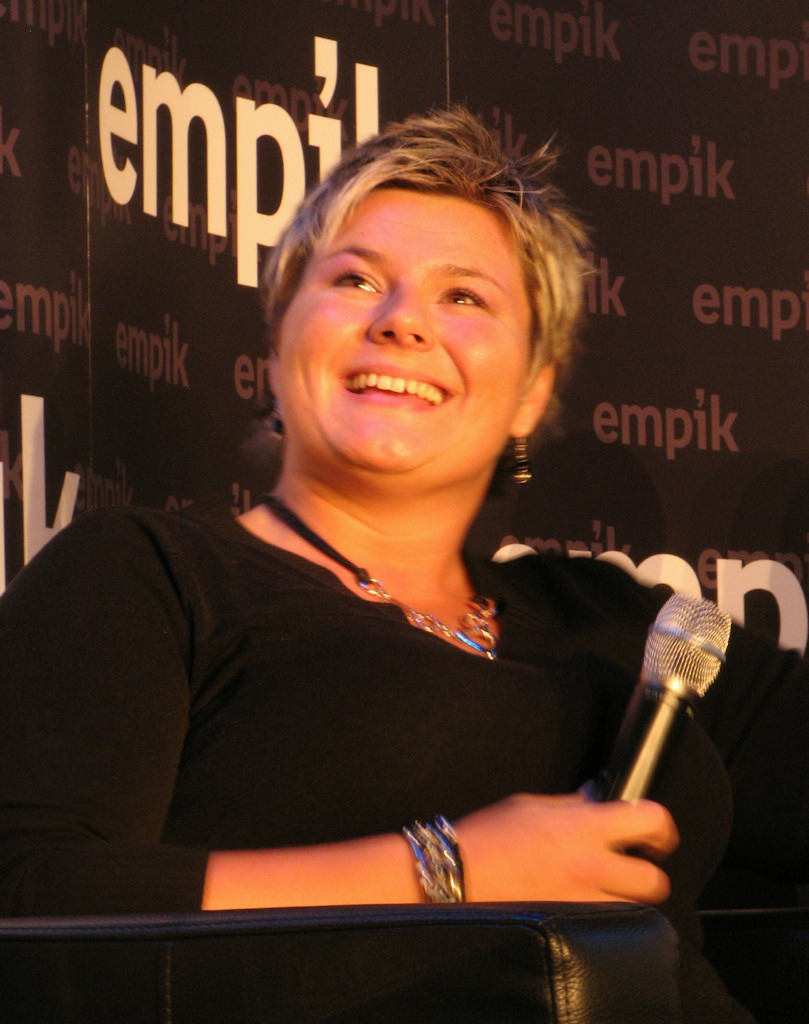
Kamila Skolimowska kam auf den 21. und damit letzten Platz – ein Jahr später wurde sie Olympiasiegerin und war auch danach sehr erfolgreich, bis sie 2009 an der Verstopfung eines Blutgefäßes verstarb